# Милан, Луис де
Луи́с де Мила́н, Луи́с Мила́н (исп. Luys de Milán, Luys Milan, Lluís del Milà и др., ок.1500 — ок.1561) — испанский композитор и виуэлист. Автор первого сборника испанской инструментальной музыки — пособия по игре на виуэле (1536), примечательного также тем, что в нем зафиксированы первые в истории словесные обозначения музыкальных темпов.

## Очерк жизни и творчества
По утверждению самого Луиса, был самоучкой. В 1530-е гг. служил при вице-королевском дворе в Валенсии.  Исторические значение имеет опубликованная в Валенсии в 1536 г. «Книга музыки для виуэлы, под названием Учитель» («Libro de musica de vihuela de mano intitulado El maestro») — первый сборник пьес для виуэлы. Это масштабное издание в двух частях содержит инструментальные (фантазии, тьенто, паваны) и вокальные (романсы, вильянсико, сонеты на кастильском, португальском, итальянском языках) сочинения и многоголосные обработки (исп. compostura) песен (преимущественно итальянских) Луиса, расположенные по принципу всё возрастающей технической сложности, со всё большим использованием орнаментики и имитационной полифонии.
Помимо (традиционного) указания на «тон» пьесы сборника впервые в истории снабжены словесными обозначениями музыкальных темпов (вне которых немыслима современная нотация). Чаще других слов в темповых обозначениях встречается термин исп. compás, который, по-видимому, является аналогом (латинского) тактуса: compás a espacio (медленным шагом), con el compás batido (возбужденным шагом), ni muy apriessa ni muy a espacio sino con un compás bien mesurado (не слишком быстро и не слишком медленно, умеренным шагом).
Важное значение имеет введение к сборнику — небольшая школа игры на виуэле, содержащая сведения о настройке инструмента и толкующая принципы виуэльной табулатуры. В самом конце книги (после последней пьесы) находится короткий текст «Смысл и толкование тонов, применяемых в многоголосной музыке», в котором Луис излагает свою точку зрения на один из самых сложных вопросов музыкальной теории своего времени — как следует определять лад многоголосного сочинения. По его мнению, лад (el tono) многоголосного целого определяется не по тенору (как предписывала учёная традиция XV-XVI веков), а по верхнему голосу; при этом его амбитус должен охватывать 10 звукоступеней. Характерна авторская ладовая атрибуция многих пьес (например, «в третьем и четвертом тонах», «в пятом и шестом тонах»), свидетельствующая о нивелировании плагального/автентического амбитуса (модальных ладов) в (старо)тональной инструментальной музыке XVI века.

## Литературное творчество
Луис Милан — автор (неоднократно переиздававшейся) книги «Придворный» («El Cortesano», Валенсия, 1561), где, вдохновлённый одноимёнными диалогами Б. Кастильоне, лёгким стилем описал жизнь (в том числе, музыкальный быт) валенсианского двора, и сборника «Книга изречений дам и кавалеров, под названием Игра с заданиями» («Libro de Motes de damas y cavalleros, intitulado El juego de mandar»; Валенсия, 1535). Луису Милану также приписывают (Ф. Виллануэво-Серрано) небольшую поэму под названием «Диспут в шуточных стихах, который прошёл между доном Луисом дель Миланом, музыкантом, и доном Хуаном Фернандесом» («Proçeso de coplas de burlas que pasaron entre don Luis del Milán, el músico, y don Joan Fernández»).